# Caulolatilus hubbsi
Caulolatilus hubbsi е вид бодлоперка от семейство Malacanthidae. Видът не е застрашен от изчезване.

## Разпространение и местообитание
Разпространен е в Гватемала, Еквадор (Галапагоски острови), Колумбия, Коста Рика, Мексико, Никарагуа, Панама, Перу, Салвадор и Хондурас.
Среща се на дълбочина от 18 до 128,5 m, при температура на водата от 14,2 до 16,6 °C и соленост 34,8 – 34,9 ‰.

## Описание
На дължина достигат до 36 cm.